# Мохоновка (Новозибківський район)
Мохоновка - селище в Новозибківському міському окрузі Брянської області.

## Географія
Знаходиться в західній частині Брянської області на відстані приблизно 25 км на північний захід по прямій від районного центру міста Новозибків.

## Історія
Населений пункт відомий з 1930-х років. До 2019 року село входило до Верещацького сільського поселення Новозибківського району до їх скасування.

## Населення
Чисельність населення: 19 осіб у 2002 році (росіян 95 %), 7 осіб у 2010 році.